# Inga Lindström: Die Braut vom Götakanal
Die Braut vom Götakanal ist ein deutscher Fernsehfilm von Matthias Kiefersauer aus dem Jahr 2018. Er ist Bestandteil des ZDF-Herzkino-Sonntagsfilms und der 77. Film der Inga-Lindström-Reihe nach der gleichnamigen Erzählung von Christiane Sadlo. Die Hauptrollen sind mit Barbara Prakopenka, Felix Everding, Katja Weitzenböck, Sabine Vitua und Michael von Au besetzt.

## Handlung
Emma und Paul wollen heiraten. Pauls Mutter Kirsten hat alles bis ins letzte Detail geplant, doch ihr Mann Melker und ihr anderer Sohn Victor sehen das ganz locker. Während Melker unbedingt seine Golfschläger mitnehmen will, hat Victor seine Hockeyausrüstung eingepackt. Beide meinen, dass sie während der Schifffahrt auf dem Götakanal Gelegenheit haben sie zu nutzen. Paul findet es großartig, dass seine Mutter sich um alles kümmert, während Emma Angst davor hat, dass ihre Mutter Frida alles durcheinanderbringt. Emmas Vater Per und ihre Schwester Maren warten am Bahnhof auf Frida, die vom Flughafen kommen sollte, als sie erfahren, dass der Zug ausgefallen ist. Sie machen sich Sorgen, dass sie es nun nicht schaffen wird, als sie feststellen, dass Frida sich eine Mitfahrgelegenheit organisiert hat und draußen vor dem Bahnhof wartet. Beim Schiff angekommen fällt allen auf, dass Großmutter Katharina fehlt. Victor hat nämlich vergessen, sie abzuholen. Doch glücklicherweise treffen Emma und Paul sie unterwegs an, weil sie sich zu Fuß auf den Weg gemacht hat.
Als die Hochzeit beginnen soll, ist die Braut verschwunden. Ein paar schräge Informationen haben sie dazu veranlasst, daran zu zweifeln, ob es richtig ist jetzt zu heiraten. Emma hat sich ein Fahrrad genommen und ist ziellos losgefahren. Unterwegs übersieht sie einen Ast auf der Straße und stürzt. Hans findet sie und hilft ihr. Er nimmt sie mit in sein Hotel, das erstaunlicherweise leer ist. Eigentlich gehört das Hotel seiner Schwester und er passt nur darauf auf. Paul hat sie auf seinem Handy geortet und alle tauchen beim Hotel auf. Emma flüchtet durch den Hinterausgang, lässt aber ihr Handy dort. Als alle draußen besprechen, wie es weitergehen soll, klingelt Emmas Handy. Ihre Mutter versucht sie zu erreichen. Hans erschrickt, als er auf dem Display das Foto von Frida sieht.
Auf der Flucht versucht Emma ihren Vater zu erreichen, aber Frida nimmt ihm das Handy weg, weshalb Emma auflegt. Kurz darauf wird sie fast von einem Auto angefahren, der Fahrer ist Moritz, den sie zuvor schon bei der Hochzeit kennengelernt hat, als er im Service arbeitete. Als Frida auch zum Hotel kommt, sieht sie Hans und versucht sich vor ihm zu verstecken. Per, der auf dem Schiff geblieben ist, versucht herauszufinden, von wo Emma angerufen hat. Als er es weiß, lässt er sich mit dem Schiff dorthin bringen. Frida versucht aus dem Hotel zu flüchten, trifft draußen aber doch noch auf Hans. Nach einem kurzen Disput übers Weglaufen entscheidet sie sich, doch zu bleiben. Nachdem Emma den Tag mit Moritz am Kanal verbracht hat, begleitet sie ihn auf seinem weiteren Weg ohne Ziel.
Maren und Victor wollen – nachdem sie sich auf dem Zimmer vergnügt haben – nach Emma suchen gehen, als plötzlich Tanja auftaucht. Maren hatte gemeint, Victor habe mit ihr Schluss gemacht, aber der Eindruck täuscht. Per trifft unterwegs auf Kirsten und nimmt sie mit. Sie sprechen über ihre Partner und stellen fest, dass sich beide ähnlich verhalten und sich vor der Verantwortung drücken wollen. Sie merken, dass sie sich gut verstehen und küssen sich. Am Ziel angekommen entdeckt Kirsten Emma, wie sie mit Moritz am Einkaufen ist. Sie ruft Paul an, er und sein Vater sagen ihr, sie solle ja nichts unternehmen, bis sie da sind.
Hans versucht herauszufinden, wieso Frida ihn damals sitzen gelassen hat. Sie gesteht ihm, dass sie damals zu feige war, mit ihm wegzugehen. Victor kann nicht dazu stehen, dass er nun mit Maren zusammen ist und lässt Tanja im Glauben, dass sie immer noch ein Paar sind. Paul trifft auf Emma und stellt sie zur Rede. Sie versucht ihm zu erklären, weshalb sie weggelaufen ist und dass seine Mutter ihr die Luft zum Atmen nimmt. Sie wird mit Moritz weiterreisen, um sich darüber klar zu werden, was sie eigentlich will. Tanja verlässt wütend das Hotel, nachdem Victor Maren zu ihr gesagt hat, als sie zusammen im Bett waren. Aber auch Maren will nichts mehr von ihm wissen. Jemand hat alle vier Reifen am Bus von Moritz zerstochen. Da taucht Paul mit vier Ersatzreifen auf und bittet Moritz darum, dass er ihm den Bus leiht, damit er zusammen mit Emma wegfahren kann.
Beim Abendessen vermissen alle Frida, die ist draußen im Garten und muss sich vor Hans rechtfertigen, weil er herausgefunden hat, dass er der Vater von Emma ist. Sie sagt aber, er sei nur der Erzeuger, der Vater von Emma ist für sie Per. Als Hans zum Hotel zurückkehrt ist er überrascht, dass seine Schwester Lisbeth schon wieder da ist. Deshalb beschließt er, am nächsten Tag abzureisen. Emma erklärt Paul, was sie für die Zukunft erwartet und sich vornehmen will. Paul ist einverstanden. Per eröffnet Frida, dass er schon lange gewusst hat, dass er nicht der Vater von Emma ist, sich aber einfach gefreut hat, als sie damals zu ihm zurückgekehrt ist. Sie gesteht ihm, dass sie sich nicht getraut, weiter Gefühle für Hans zu haben. Im Haus erfährt sie, dass Hans abreisen will. Ihre Mutter redet ihr ins Gewissen, sie will es aber nicht zugeben, dass sie mit Hans wegwill. Doch als er ihr eine CD mit ihrem Lied A Whiter Shade of Pale von Procol Harum unter der Türe durchschiebt, geht sie zurück zu ihm.
Kirsten vermisst am nächsten Morgen Paul und Emma beim Frühstück, weil der Anwalt vorbeikommt, um den Vertrag zu unterschreiben. Per vermisst Frida, aber er ahnt, wo sie sein könnte. Emma und Paul haben die Nacht zusammen draußen verbracht und beschließen, obwohl sie nicht verheiratet sind, nun ihre Hochzeitsreise zu machen.

## Hintergrund
Die Braut vom Götakanal wurde vom 14. Juni bis zum 11. Juli 2018 an Schauplätzen in Schweden gedreht.

## Rezeption

### Einschaltquote
Die Erstausstrahlung am 28. Oktober 2018 im ZDF wurde von 4,62 Millionen Zuschauern gesehen, was einem Marktanteil von 12,8 % entspricht.

### Kritiken
Die Kritiker der Fernsehzeitschrift TV Spielfilm zeigten mit dem Daumen geradeaus, fassten den Film mit den Worten „Der harmlose Liebesreigen tut keinem weh“ kurz zusammen.
Tilmann P. Gangloff meinte dazu bei Tittelbach.tv  „Die Geschichte lässt sich auf den Titel einer Hollywood-Komödie reduzieren: „Die Braut, die sich nicht traut“. Weil die Sonntagsfilme im ZDF aber häufig komplexer sind als ihr Ruf, ist die Flucht der Heldin kurz vorm Ja-Wort bloß der Auslöser eines sympathisch erzählten kunterbunten Beziehungsreigens, denn im Verlauf der kurzweiligen Handlung ergeben sich diverse amouröse Verwicklungen zwischen den Mitgliedern der Hochzeitsgesellschaft.“ und „Matthias Kiefersauer hat das Drehbuch von Lindström-Autorin Christiane Sadlo mit dem richtigen Tempo und vor allem mit einem gut aufgelegten Ensemble umgesetzt.“